# Internationale Hygiene-Ausstellung Dresden 1911

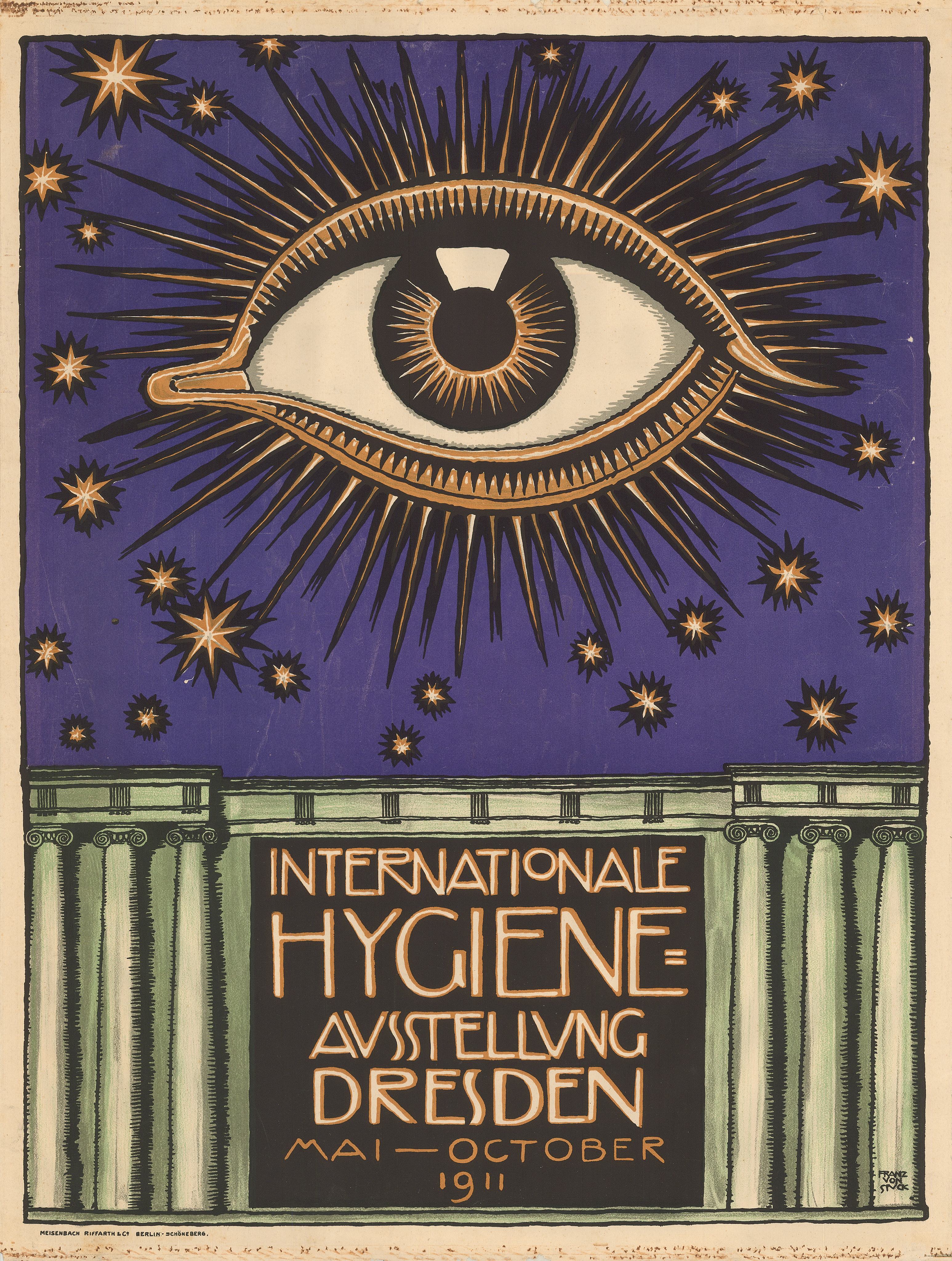
Plakat der Internationalen Hygiene-Ausstellung 1911 von Franz von Stuck

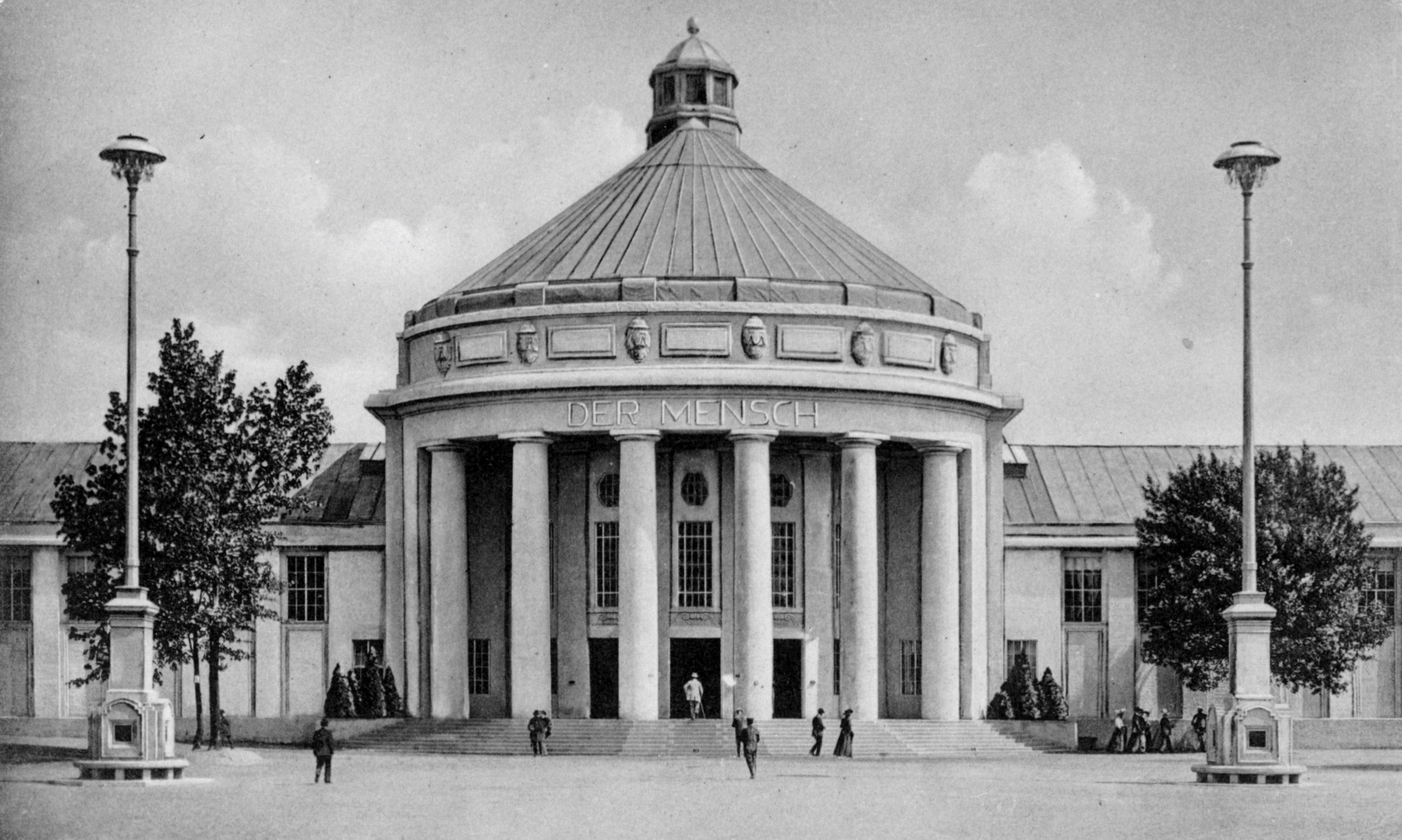
Die zentrale Ausstellungshalle „Der Mensch“

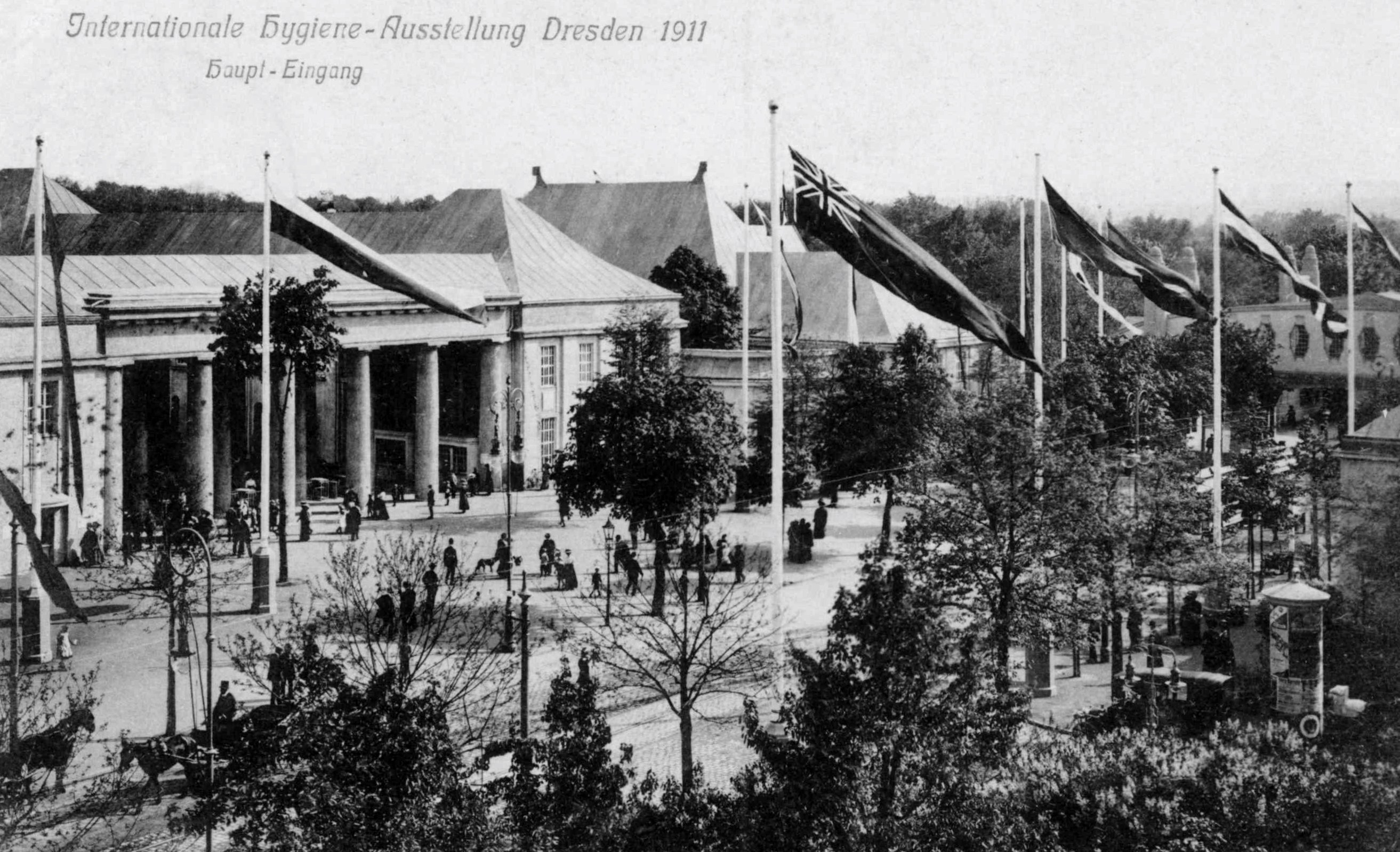
Haupteingang mit internationaler Beflaggung

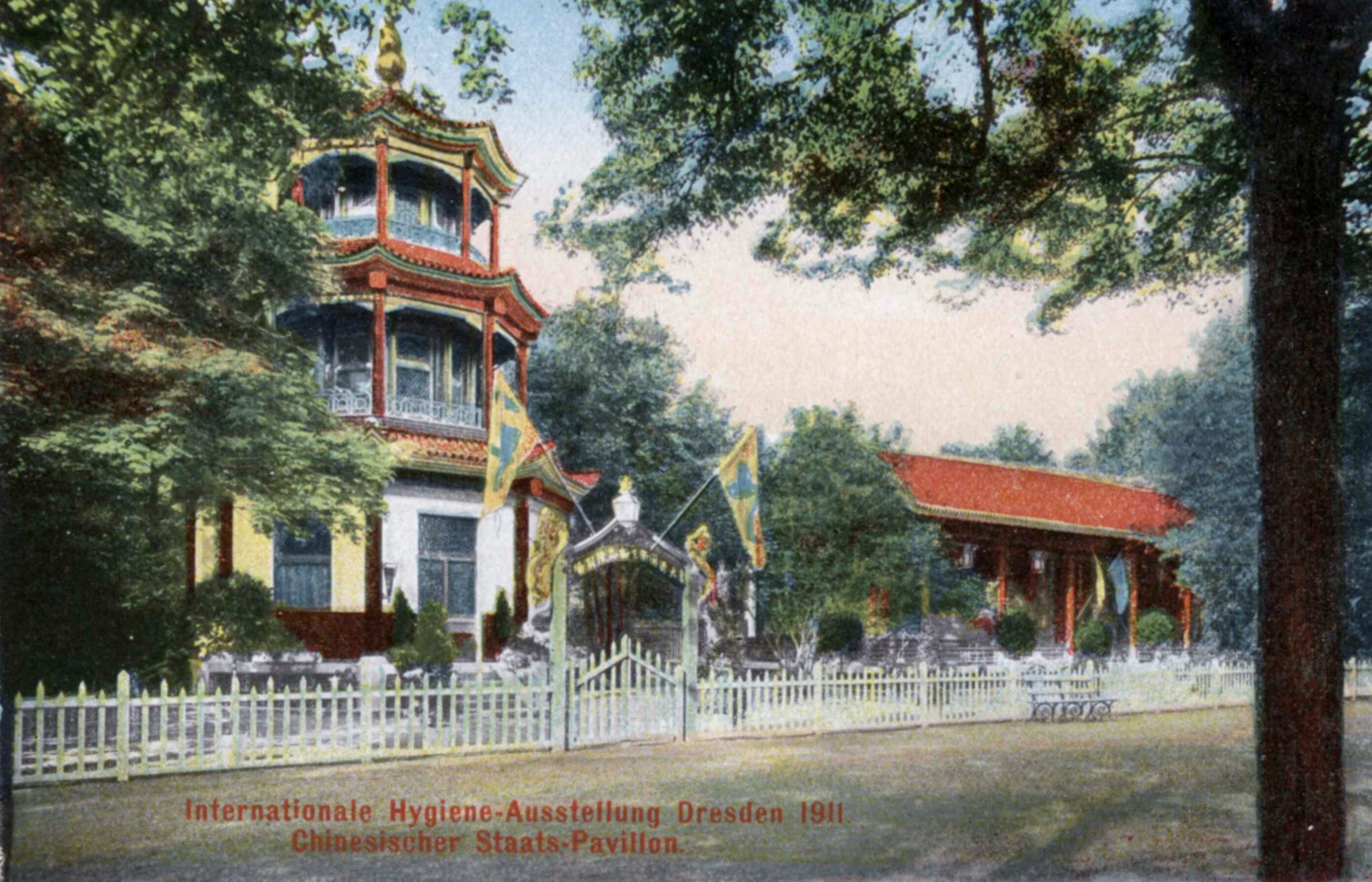
Chinesischer Staatspavillon

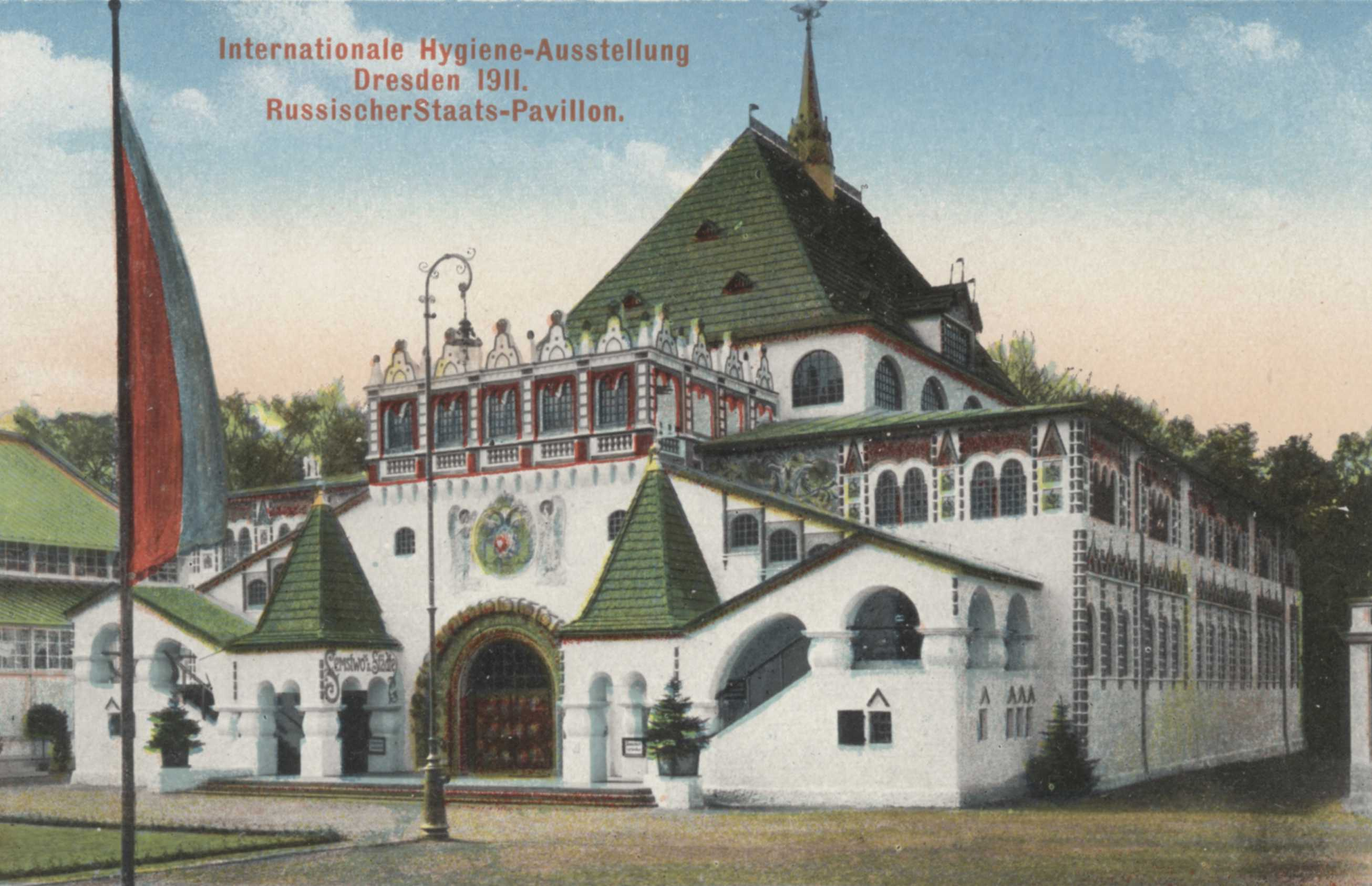
Russischer Staatspavillon

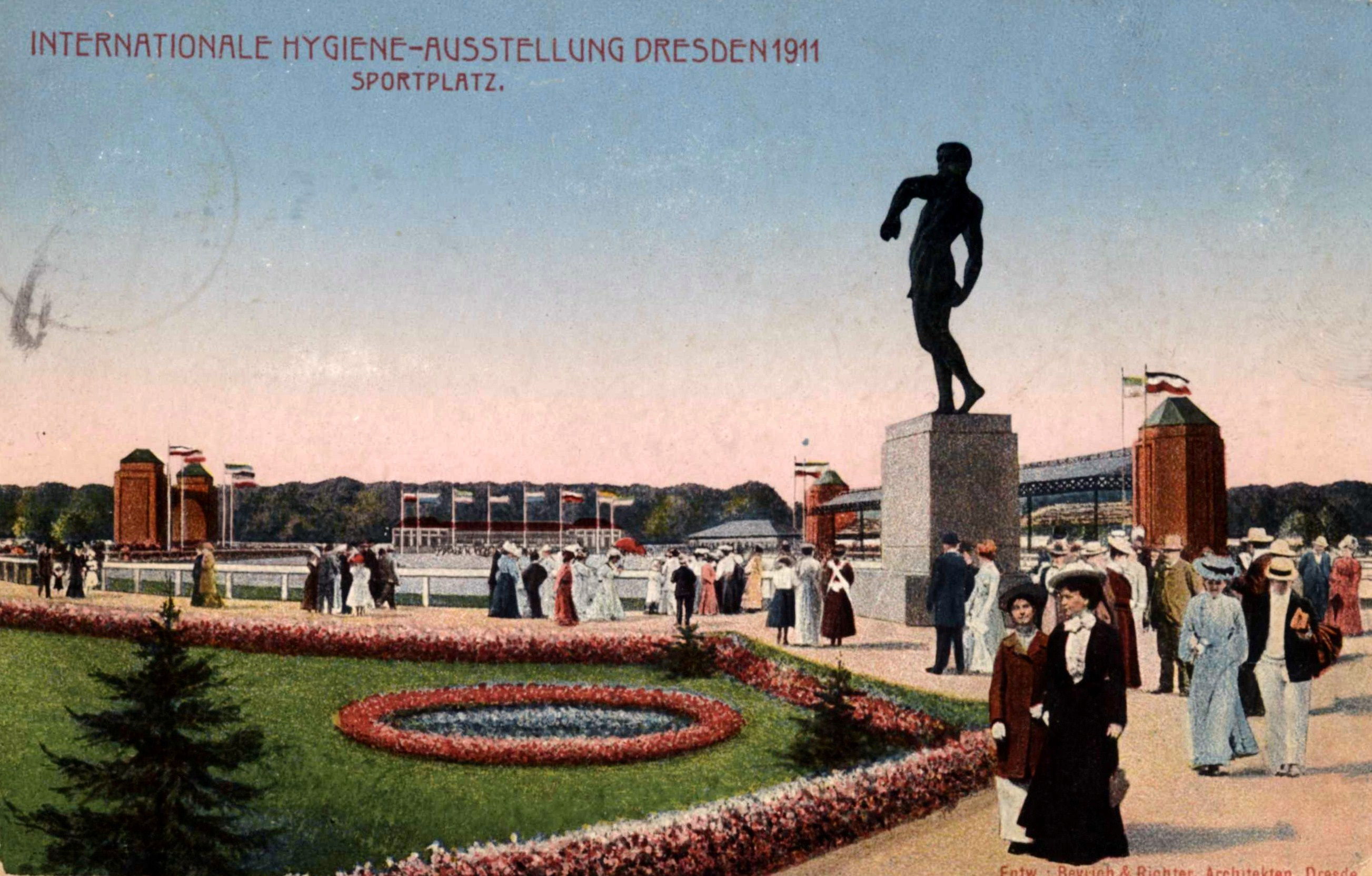
Sportplatz mit der Ballwerferplastik von Richard Daniel Fabricius, 1907 (finanziert durch die Güntzstiftung)

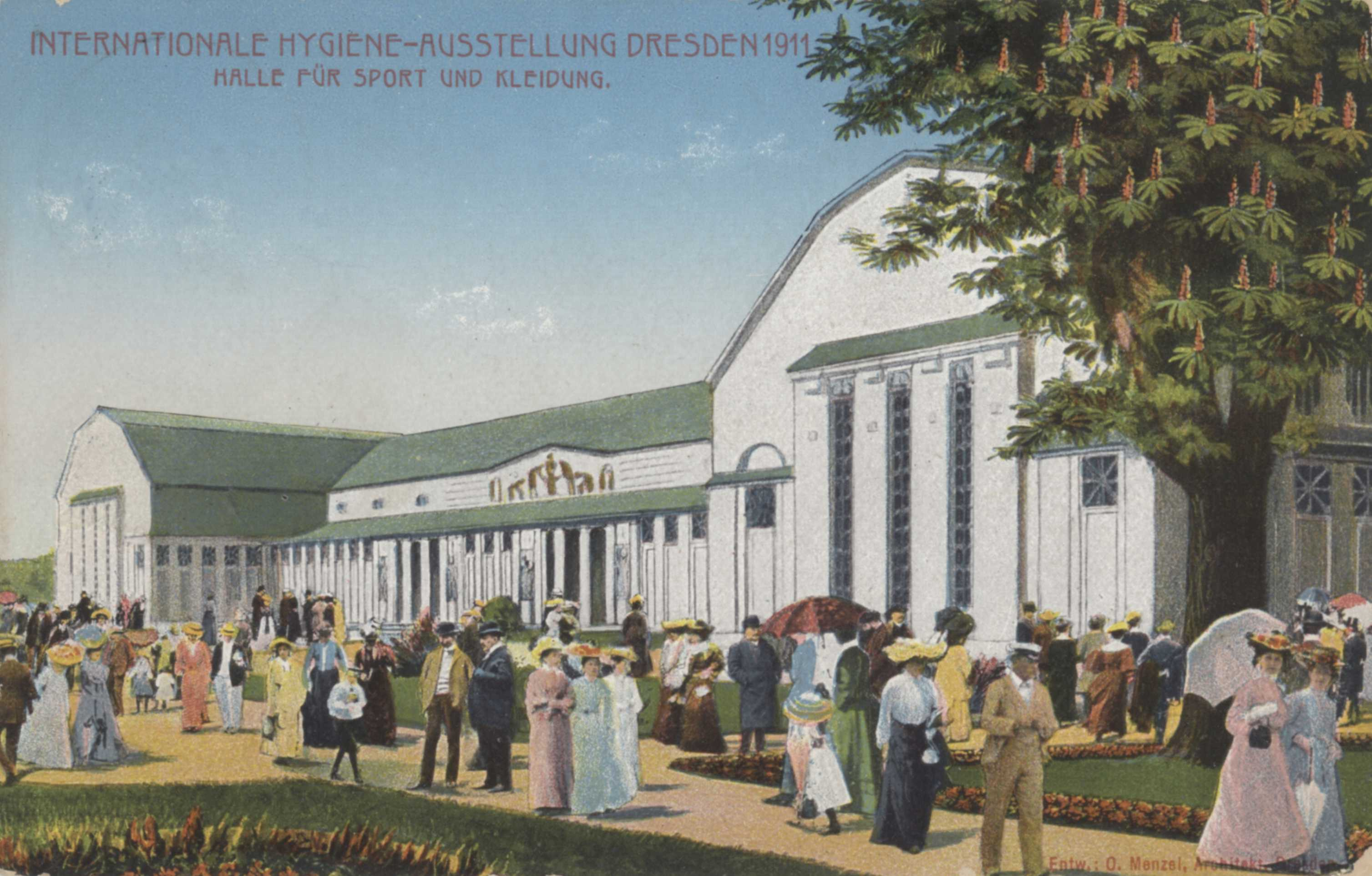
Halle für Sport und Bekleidung

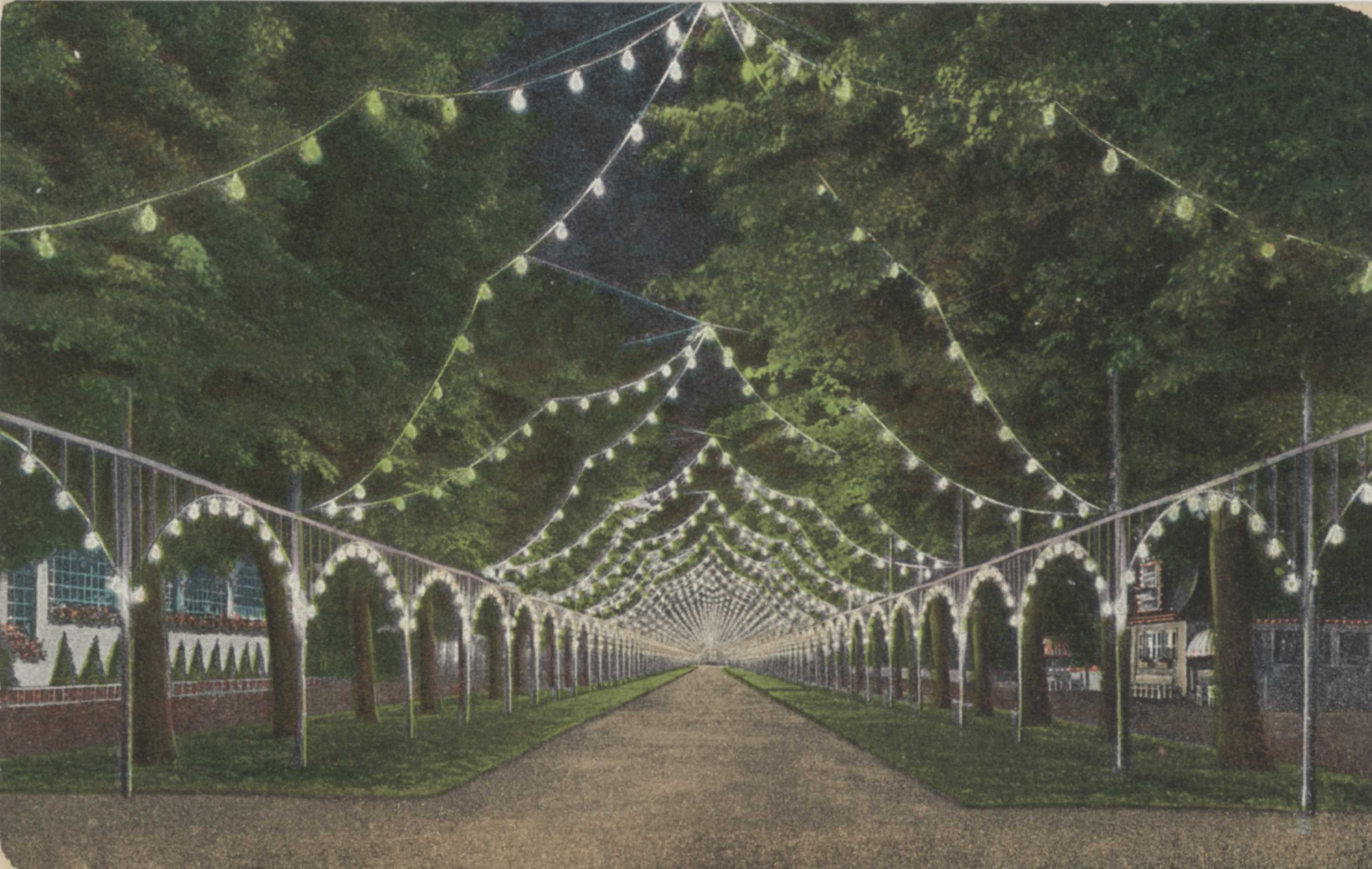
Illumination der Herkules-Allee im Großen Garten

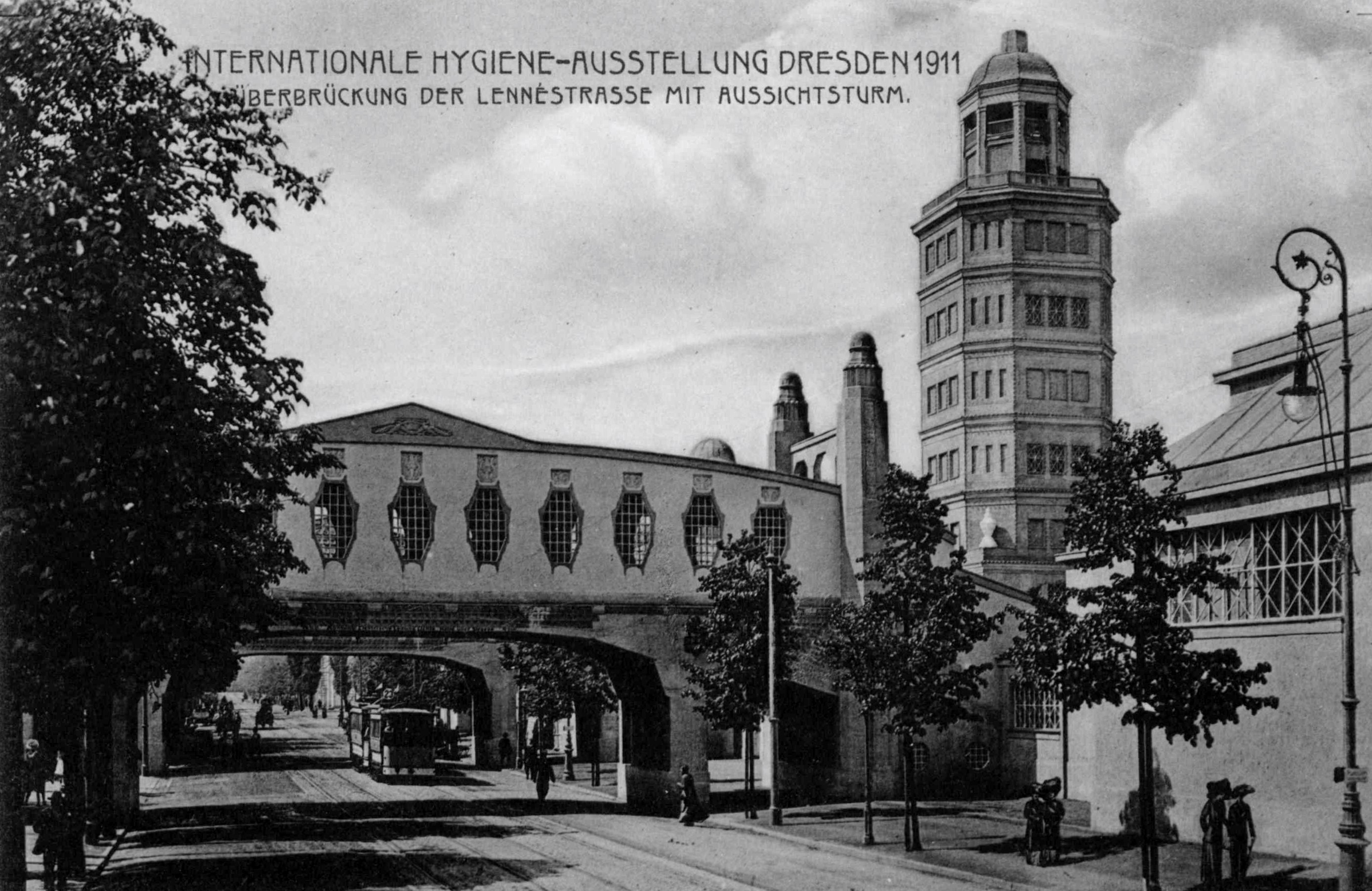
Fußgängerbrücke mit Kraftwerk/Aussichtsturm

Die Internationale Hygiene-Ausstellung 1911 in Dresden entstand nach der Idee und maßgeblich auf Betreiben des erfolgreichen Odol-Fabrikanten Karl August Lingner. Mit 5,2 Millionen Besuchern ist sie die bisher am stärksten besuchte Ausstellung in Dresden gewesen. Sie lief vom 6. Mai bis zum 31. Oktober 1911.

## Anliegen der Ausstellung
Dresden konnte innerhalb der Planung dieser Veranstaltung bereits auf umfassende Ausstellungserfahrungen zurückgreifen. Seit 1896 stand ein eigens dafür konzipiertes Areal mit dem Städtischen Ausstellungspalast zur Verfügung. Die Stadt hatte seit 1887 bereits sieben international besetzte und weitere nationale Ausstellungen erlebt. Die daraus bei den Bürgern und der öffentlichen Verwaltung resultierenden Erfahrungen erleichterten das Anliegen ungemein.
Karl August Lingner hatte seit 1892 bei der Entwicklung und dem Verkauf von Hygieneartikeln sehr aufmerksam die Kenntnisse und Reaktionen unter den Menschen studieren können. Über dieses Themenfeld bestanden Ende des 19. und zu Beginn des 20. Jahrhunderts in weiten Teilen der Bevölkerung nur wenige und oft unstrukturierte Vorstellungen. Das war u. a. eine Ursache für einige sorgenvolle Entwicklungen in den städtischen Ballungsräumen. Die Zunahme von Tuberkulose, Haut- und Geschlechtskrankheiten sowie ungenügend aufbereiteter Lebensmittel erzeugte einen enormen Handlungsdruck, der bei öffentlichen und privaten Verantwortlichen zu verschiedenen Entscheidungen führte. Beispielsweise erfuhren das Desinfektionswesen und der Bau großer zentraler Viehschlachthöfe einen erheblichen Entwicklungsschub.
Die beabsichtigte Zielstellung, „… einmal im grossen Stile eine Belehrung der Allgemeinheit über die Gesundheitspflege zu unternehmen“, wurde mehr als erfüllt. Der Erfolg ermutigte zu späteren ähnlichen Vorhaben in Düsseldorf (GeSoLei 1926) und Dresden (1930/31). Beachtenswert sind die Wechselwirkungen mit den Reformbewegungen und dem Städtebau. Das Entstehen der lichtorientierten und mit Grünzonen durchzogenen Siedlungen fand mit den bewusst konzipierten Gartenstädten ihren exklusiven Ausdruck, nahm aber in der späteren Bauhausbewegung weltweiten und breiteren Raum ein. Bereits in der Vorbereitungsphase dachte Lingner über die Schaffung eines Hygienemuseums nach, um einen dauerhaften Informationsimpuls setzen zu können. Die unsichere Dauerfinanzierung ließ ihn aber davon Abstand nehmen.

## Vorbereitungen
Zur Vorbereitung wurde 1908 der Verein zur Veranstaltung der Internationalen Hygiene-Ausstellung 1911 gegründet. Die zentrale Person für dieses Vorhaben war Karl August Lingner. Er wurde auf einer Arbeitstagung in der Aula der Technischen Hochschule am 12. Februar 1910 zum Direktor des Ausstellungsvorhabens gewählt. Aus elf Ländern waren Vertreter zu dieser Tagung angereist und dokumentierten auf diese Weise das internationale Interesse an der Ausstellung.
Zu den Vorbereitungen gehörte ein Plakatwettbewerb im Jahr 1910, der eine große Beteiligung erlebte. Die Jury war mit der Bewertung vieler eingereichter Arbeiten unzufrieden. Ein erster Preis kam nicht zur Vergabe. Schließlich wurde der Entwurf des jungen, damals noch unbedeutenden Glasmalers und späteren Plakatkünstlers Willi Petzold mit dem Augen-Motiv aufgegriffen. Lingner beauftragte den Münchner Künstler Franz von Stuck, dieses Motiv in ein Plakat umzusetzen. Die Jury bestand aus Carl Bantzer (Dresden), Paul Schumann (Dresden), Otto Gussmann (Dresden), Karl August Lingner (Dresden), Max Seliger (Leipzig) und Georg Wrba (Dresden). Für den Wettbewerb waren 530 Arbeiten eingegangen.
Das in Dresden bereits seit einigen Jahrzehnten erfolgreich ausgewiesene Ausstellungskonzept bestand in einer thematisch schlüssigen Verknüpfung von populär aufbereiteten Wissenschaftserkenntnissen, optisch/didaktisch gut positionierten Darstellungen, Vorstellung von erfolgreichen und neuen Produkten regionaler und auswärtiger Aussteller, konsequent durchdachter Einbindung von Kunstobjekten, sowie einem Bereich zur Unterhaltung und gastronomischen Verpflegung. Ferner wurde auf eine schlüssige innerstädtische Verkehrsanbindung und überregional eingebundene Eisenbahnverbindungen geachtet.

## Gliederung und Bauten
Die Ausstellung beanspruchte eine über das Areal vom Städtischen Ausstellungspalast hinausgehende Fläche und bezog auf diese Weise Teile vom Großen Garten und der Güntzwiesen mit ein. Die Gesamtausstellungsfläche betrug 320.000 Quadratmeter.
Hauptbereiche der Internationalen Hygieneausstellung waren:
- Historisch-ethnographische Abteilung
- Infektionskrankheiten
- Tropenkrankheiten
- Deutsche Arbeiterversicherung
- Chemie, Wissenschaftliche Instrumente, Kosmetik
- Bäder und Kurorte, Mineralwässer
- Kinder und jugendliche Personen
- Beruf und Arbeit, Technik und Maschinen
- Ansiedlung und Wohnung
- Kleidung und Körperpflege, Spiel und Sport (mit Sportlaboratorium[3])
- Nahrungs- und Genussmittel
- Hygiene im Verkehr
- Krankenfürsorge und Rettungswesen
- Armee-, Marine- und Kolonialhygiene
- gewerbliche Einzelaussteller
- Populäre Abteilung (Der Mensch)
- Ausländische Abteilungen (Brasilien, China, England, Frankreich, Italien, Japan, Österreich, Russland, Schweiz, Spanien, Ungarn). Nicht alle beteiligten Staaten finanzierten einen einzelnen Ausstellungsbereich, sondern beteiligten sich an thematischen Komplexen.

Für die bauliche Generalkonzeption waren die Architekten Lossow und Kühne verantwortlich. Weitere Architekten beteiligten sich an Teilaufgaben, darunter Martin Dülfer, Georg Heinsius von Mayenburg und Hermann Viehweger.
Den architektonischen Mittelpunkt bildete der Ausstellungspalast (gelegentlich auch Steinpalast genannt). Um ihn herum gruppierten sich mehrere kleinere Einzelbauten. Der Eingangsbereich wurde aus verkehrlichen Aspekten und wegen des erwarteten Besucheransturms nicht über das Hauptportal vom Ausstellungspalast geleitet. Dafür errichtete man an der Lennéstraße einen repräsentativen Portikus. Die Eingangssituation führte in gerader Achse auf die Halle „Der Mensch“ zu, eine geschickte Lösung, um das zentrale Anliegen bereits beim Betreten der Ausstellung zu unterstreichen.
Besonders erwähnenswerte Baulichkeiten sind einige von den ausländischen „Vertretungen“. Dabei fielen der Russische, Japanische und Chinesische Staatspavillon besonders ins Auge. Ferner stachen die Bauten vom Vergnügungsbereich durch ihre Originalität hervor. An der Stelle des heutigen Dynamo-Stadions wurde der bereits bestehende Sportplatz in die Ausstellung eingebunden. Hier stand die Bronzeplastik des ballwerfenden Athleten, die später ihren Platz vor dem Deutschen Hygiene-Museum gefunden hat.
Um die Ausstellungsbereiche beiderseits der Lennéstraße miteinander zu verbinden, existierten zwei Brückenübergänge. Unmittelbar in deren Nachbarschaft stand ein Gebäude mit einem Turmbau. Es beherbergte das eigens für die Ausstellung errichtete Kraftwerk. Wegen des umfassenden Energiebedarfs hatte man sich für eine eigenständige Erzeugung entschieden. Der Turm bestand in seinem Kern aus dem unumgänglichen Schornstein.

## Ausgewählte thematische Aspekte
Die thematische Breite innerhalb der Internationalen Hygiene-Ausstellung war sehr groß. Deshalb nahm die Schau einen über das eigentliche Städtische Ausstellungsgelände reichenden Raum ein.

### Ausländische Abteilungen
Die mit einer eigenen Abteilung vertretenen Nationen präsentierten den Besuchern in den jeweiligen Staatspavillons hauptsächlich die Fortschritte ihres nationalen Gesundheitswesens, typische Ernährungs- und Wohnformen, Bildungsarbeit und relevante Landesgeschichte. England stellte darüber hinaus ausgewählte Ergebnisse der Tropenmedizin sowie bakteriologischer und karzinologischer Forschungen im Rahmen seiner nationalen und kolonialen Aktivitäten in den Vordergrund. Russland präsentierte sich in großer Breite. Bemerkenswerte Themen waren klimatologische Forschungsergebnisse (Kaukasus, Schwarzmeerküste), Mineralwasserressourcen (Bordschomi-Mineralwasser erhielt in Dresden ein Ehrendiplom), Trinkwasseraufbereitung und die Bekämpfung des Alkoholismus.

### Beruf und Arbeit
In der Unterabteilung Spezielle Berufsstatistik und Berufshygiene ging man auf die statistische Ermittlung von Berufskrankheiten und möglichen Vorbeugemaßnahmen ein. Dabei trat Italien mit der Präsentation einer Klinik für Arbeiterkrankheiten in Mailand und ihrer Vorschriftensammlung zum Arbeitsschutz hervor. Zahlreiche Beispiele demonstrierten die Verbesserung von Licht- und Luftversorgung sowie der Staubvermeidung am Arbeitsplatz und ein Beispiel aus der industriellen Weberei die Bemühungen zur ergonomischen Gestaltung des Arbeitsfeldes an Maschinen.

### Infektionskrankheiten
Dieser Bereich war von namhaften Medizinern aus Berlin, Dresden und München in zwei Unterabteilungen konzipiert worden. Der eine Teil widmete sich den Fragen der Immunität und Schutzimpfung und der andere der Allgemeinen Seuchenbekämpfung (Desinfektion). Die hier ausgestellten Themen waren von internationalen Wissenschaftlern aufbereitet worden. Neben deutschen Medizinern und öffentlichen Amtsträgern beteiligten sich daran Vertreter aus Belgien, Mexiko und Schweden. Die benachbarte Abteilung Tropenkrankheiten verfügte naturgemäß über eine noch stärkere internationale Beteiligung.
Ein eigener Pavillon war den Geschlechtskrankheiten gewidmet, für den der Dresdner Dermatologe Eugen Galewsky konzeptionell verantwortlich zeichnete. Dazu konnte bereits auf die Moulagensammlung von Johannes Werther zurückgegriffen werden, deren realitätsnahe Darstellung dem Pavillon einerseits enormen Zulauf brachte, andererseits aber auch den Beinamen „Galewskys Schreckenskammer“.

### Rassenhygiene
Bei der Hygieneausstellung wurde von Max von Gruber und Ernst Rüdin auch eine rassenhygienische Abteilung eingerichtet. Zu dieser publizierten sie im selben Jahr einen Ausstellungsführer.

### Kommunale Aufgaben
Im Bereich der deutschen Städte widmete man sich der Darstellung neuester Entwicklungen auf den Gebieten Stadtreinigung, Wasserversorgung, Städtebau/Wohnungswesen (Planung/Struktur/Aufwertung) und kommunales Statistikwesen.

## Finanzielle Struktur
Zur Finanzierung des gewaltigen Ausstellungsvorhabens setzte die Ausstellungsleitung schwerpunktweise auf die Einnahmen durch den Betrieb. In der Schlussbilanz wurde eine Einnahmeposition von 6.665.536,30 Mark ausgewiesen. Die größten Einnahmebereiche lagen in den Eintrittsgeldern (2,35 Mio. Mark) und Platzmieten von Ausstellern (2,30 Mio. Mark). Der städtische Zuschuss belief sich auf 200.000 Mark. Den Schwerpunkt bei den Ausgaben bildeten die Kosten für Bauten und Innenausbauarbeiten mit 2,35 Mio. Mark. Werbeausgaben umfassten einen Gesamtaufwand von rund 519.000 Mark. Die Ausstellung schloss mit einem positiven Ergebnis von knapp über einer Million Mark ab. Dieser Reingewinn kam der Stiftung zur Errichtung eines nationalen Hygiene-Museums zugute.
In der Schlussrechnung nicht enthalten sind die zum Teil beträchtlichen Ausgaben der ausländischen Staaten und aller privaten Aussteller.

## Ergebnisse
Mit der Internationalen Hygiene-Ausstellung entstand in einer Zeit weit verbreiteter chronischer und seuchenartiger Erkrankungen eine sprunghaft ansteigende Sensibilität für Fragen der Reinheit, medizinischer und alltäglicher Vorbeugemaßnahmen und der Gesundheitserhaltung. Das sportliche Interesse in der Bevölkerung wurde von den Ausstellungsmachern in auffälliger Weise aufgegriffen. Damit wurde den bereits bestehenden Bewegungen, die sich mit der Gestaltung einer ausgeglichenen Lebensführung und einer sportlich orientierten Freizeitbeschäftigung (Wandern, Turnen) befassten, große ideelle Unterstützung gegeben. Der impulsgebende Beitrag zu Entwicklungen im modernen Städtebau ist auf Grund seiner vielfältigen Wirkung kaum zu erfassen. Dresden selbst hatte sich im internationalen Rahmen einige Jahrzehnte als Stadt der gesundheitlichen Aufklärung etablieren können und einen originären inhaltlichen Punkt für sein Selbstverständnis gesetzt.
Durch die geniale Idee des ausgewählten Ausstellungsplakates ist das „wachende Auge“ als Symbol für Hygiene-Fragen immer wieder in Anspruch genommen und mehrfach künstlerisch aufgegriffen worden. Es hat dadurch im Rahmen moderner Symbolik eine besondere Stellung.
Lingner konnte mit den hinterbliebenen Ausstellungsobjekten und den gefestigten Verbindungen zu Fachleuten und Fachinstitutionen den Grundstock für das von ihm ersonnene Hygiene-Museum realistisch festigen. Sein relativ früher Tod im Jahr 1916 verhinderte weitere wichtige Impulse dieses visionären und vermögenden Unternehmers.
Die anspruchsvollen Aktivitäten zur gesundheitlichen Aufklärung durch das aus dieser Geschichte hervorgegangene Deutsche Hygiene-Museum halten bis heute unvermindert an. Lingners Leitidee, „Die Hygiene ist die Lehre von der Erhaltung und Pflege der menschlichen Gesundheit, die Lehre von der Erhaltung des menschlichen Wohlbefindens“, hat immer wieder zeitgemäße Antworten gefunden.
Die auf der Ausstellung gezeigte Undosa-Wellenmaschine wurde von dem Naturheilkundler Eduard Bilz angekauft und in seinem Licht-Luft-Bad installiert. Sie ist als wohl älteste funktionsfähige Wellenmaschine trotz ihres Status als Technisches Denkmal noch heute im Radebeuler Bilzbad im täglichen Freibadbetrieb.

## Sonstiges
Zeitgleich organisierte die Frauenrechtlerin und Sexualreformerin Helene Stöcker in Dresden den ersten internationalen Kongress für Mutterschutz und Sexualreform.
Weitere wichtige Ausstellungen zur gleichen Thematik waren die GeSoLei (Düsseldorf 1926) und die Internationale Hygiene-Ausstellung Dresden 1930, die zumindest teilweise auf den Erfahrungen der Ausstellung von 1911 aufbauten. Die Durchführung der ersten Schweizerischen Hygieneausstellung war teilweise durch die Dresdner Ausstellung inspiriert.
Im Jahr 1986 wurde im Deutschen Hygiene-Museum eine Sonderausstellung mit dem Titel 75 Jahre I. Internationale Hygiene-Ausstellung Dresden 1911 gezeigt.